# Stefano Vivacqua
Stefano Vivacqua (Agrigento, 9 ottobre 1953) è un avvocato e politico italiano.

## Biografia
Laureato in giurisprudenza, avvocato di Stato, dal 1988 al 1991 è segretario provinciale del Partito Socialista Italiano ad Agrigento, salvo poi dimettersi per contrasti con le federazioni locali ed accantonare l'attività politica.
Ritorna in politica nel 1994 in vista delle elezioni amministrative: candidato presidente della provincia di Agrigento da una coalizione di centrosinistra (comprendente PDS, PPI, PSI e La Rete), vinse a sorpresa le consultazioni al ballottaggio con il 51,2% dei voti.
La fragile maggioranza in consiglio provinciali gli impose però le dimissioni con un anno d'anticipo rispetto alla naturale scadenza del mandato.
Ripresentatosi in rappresentanza dell'Ulivo in occasione delle elezioni amministrative del 1998, ottenne il 44,8% dei voti venendo sconfitto da Vincenzo Fontana.
Si è definitivamente ritirato dalla vita politica attiva, se si esclude la sua partecipazione nel 2001 alla nascita di Primavera siciliana, una lista civica di centrosinistra vicina a Rita Borsellino.